# Estadio IV Centenario
El Estadio IV Centenario es un recinto deportivo de Bolivia, situado en la ciudad de Tarija a 1869 m s. n. m. Tiene una capacidad para 15 000  espectadores y acoge los encuentros que disputan como local los clubes de fútbol Club Unión Central, y el Club Deportivo Real Tomayapo. También es el recinto principal de la ciudad para la disciplina de atletismo.